# Liste der Baudenkmäler in Kröning
Auf dieser Seite sind die Baudenkmäler in der niederbayerischen Gemeinde Kröning zusammengestellt. Diese Tabelle ist eine Teilliste der Liste der Baudenkmäler in Bayern. Grundlage ist die Bayerische Denkmalliste, die auf Basis des Bayerischen Denkmalschutzgesetzes vom 1. Oktober 1973 erstmals erstellt wurde und seither durch das Bayerische Landesamt für Denkmalpflege geführt wird. Die folgenden Angaben ersetzen nicht die rechtsverbindliche Auskunft der Denkmalschutzbehörde.

## Ensembles

### Ensemble Weiler Bödldorf

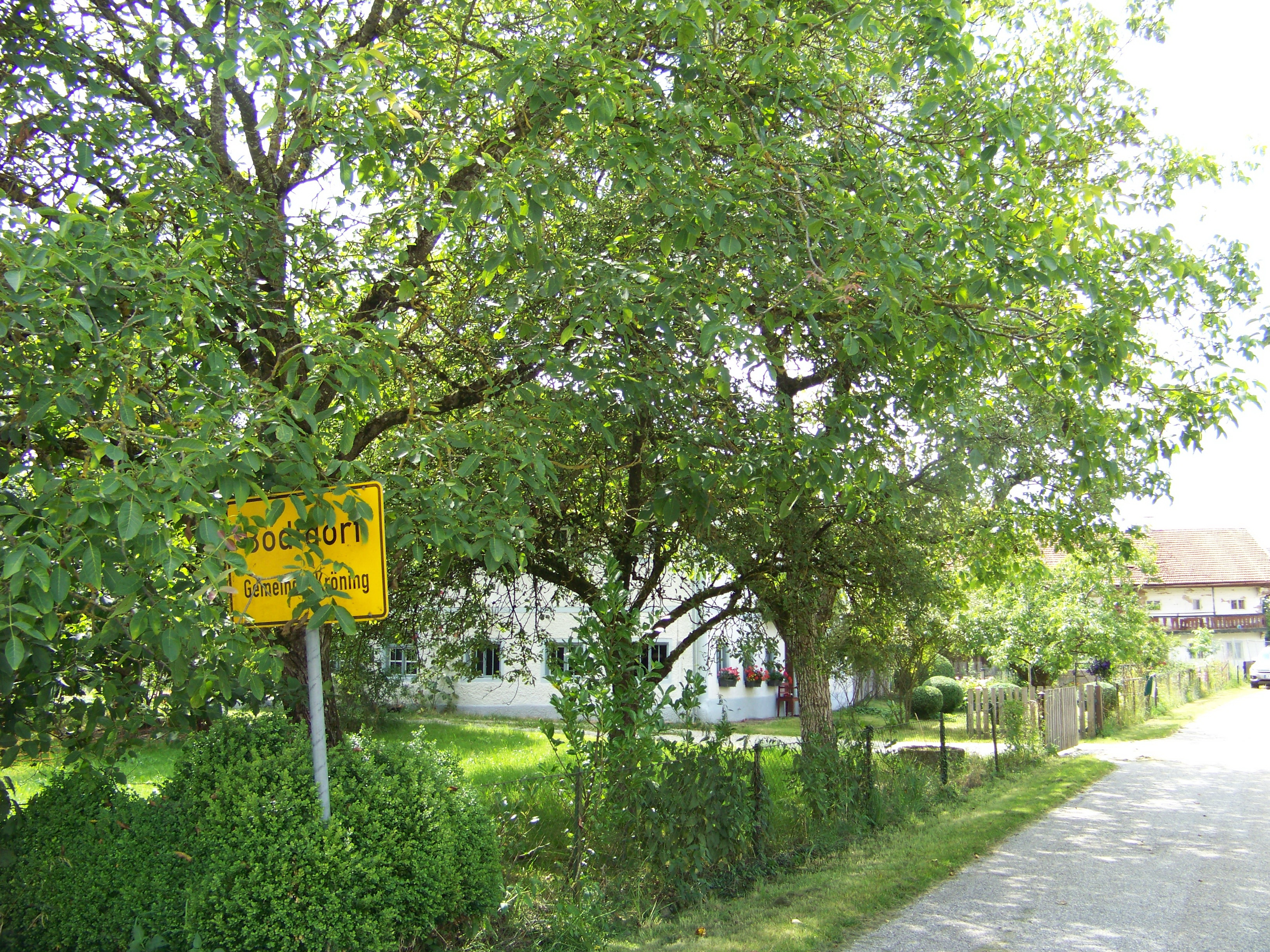

Der Weiler liegt etwa im Zentrum der seit dem 14. Jahrhundert durch das Hafnerhandwerk berühmten Gemeinde Kröning (der früher gebräuchliche Landschaftsbegriff ist „Der Kröning“ oder „Am Kröning“). In Bödldorf selbst werden schon 1474 drei Hafner erwähnt. Noch im Zeitraum von 1767 bis 1903 sind durchgehend fünf Hafnerwerkstätten (von heute sechs Anwesen) nachweisbar. Bemerkenswert ist die bislang ungestörte Bautradition des Weilers, dessen Bauernhäuser durchwegs noch das alte Flachsatteldach und ein zum Teil überputztes Blockbau-Obergeschoss aufweisen. Vom Typus her sind die Bödldorfer Häuser Einfirsthöfe (Mitterstall- oder Mittertennbauten) mit Hochlaube und Traufschrot; durch Zubauten des 19. Jahrhunderts sind daraus Haken- oder Dreiseithofanlagen entstanden.
Haus Nr. 1 ist ein versprengtes Beispiel des Rottaler Wohnstallhauses; 
ein stattliches, echtes Hafneranwesen zeigt Haus Nr. 4 mit der charakteristischen Raumfolge Wohnteil-Hausgang-Werkstatt-Tenne-Stall. 
An alten Nebengebäuden besitzt Haus Nr. 1 einen parallel stehenden Stallstadel mit Blockbau-Obergeschoss und Haus Nr. 5 einen quer angebauten, geständerten Blockbaustadel. 
Die meist traufständigen Bauernhäuser liegen beiderseits der leicht gekrümmten Durchgangsstraße und sind von alten Haus- und Obstgärten umgeben; der auf einer flachen Anhöhe gelegene Ort zeigt jedoch eher Haufendorfcharakter. Als einzige, das Ortsbild leicht entstellende Maßnahme ist die Fassadenverkleidung der West- und Südseite von Haus Nr. 1 zu vermerken.
Aktennummer: E-2-74-145-1

## Baudenkmäler nach Ortsteilen

### Kröning
| Lage                  | Objekt                           | Beschreibung                                                                                          | Akten-Nr.    | Bild                             |
| --------------------- | -------------------------------- | --- | ------------ | -------------------------------- |
| Haus Nr. 2 (Standort) | Wohnstallhaus eines Dreiseithofs | zweigeschossiger Flachsatteldachbau in Blockbauweise mit Traufschrot, zweiten Hälfte 17. Jahrhundert. | D-2-74-145-1 | Wohnstallhaus eines Dreiseithofs |

### Angersdorf
| Lage                  | Objekt                                      | Beschreibung | Akten-Nr.    | Bild |
| --------------------- | ------------------------------------------- | --- | ------------ | ---- |
| Haus Nr. 3 (Standort) | Wohnstallhaus eines Vierseithofs mit Stadel | zweigeschossiges Gebäude mit Flachsatteldach, Blockbauweise über massivem Sockel, mit Giebelschrot, 18./19. Jahrhundert; Stadel, Blockbaukonstruktion mit Satteldach, teilweise Ziegelsockel, wohl gleichzeitig. | D-2-74-145-2 | BW   |

### Bödldorf
| Lage                                | Objekt                                | Beschreibung | Akten-Nr.     | Bild                                  |
| ----------------------------------- | ------------------------------------- | --- | ------------- | ------------------------------------- |
| Haus Nr. 1 (Standort)               | Wohnstallhaus mit Stadel              | zweigeschossiges Gebäude mit Flachsatteldach, hofseitig offener Blockbau mit kleinem Giebelschrot, im Kern erste Hälfte 18. Jahrhundert; Stadel, Satteldachbau mit Blockbau-Obergeschoss über massivem, teilerneuertem Erdgeschoss, wohl 19. Jahrhundert. | D-2-74-145-3  | Wohnstallhaus mit Stadel              |
| Haus Nr. 4 (Standort)               | Ehemaliges Hafneranwesen              | Mittertennbau, zweigeschossiger Flachsatteldachbau mit verputztem Blockbau-Obergeschoss und alten Fenstern, Trauf- und Oberbodenschrot, zweiten Hälfte 18. Jahrhundert. (Zur Geschichte des Anwesens)                                                     | D-2-74-145-4  | Ehemaliges Hafneranwesen              |
| Haus Nr. 5 (Standort)               | Ehemaliges Hafneranwesen mit Heuboden | Mitterstallbau, zweigeschossiger Flachsatteldachbau mit teilweise verputztem Blockbau-Obergeschoss, im Kern Mitte 18. Jahrhundert; quer angebauter geständerter Heuboden in Blockbau, erstes Drittel 19. Jahrhundert.                                     | D-2-74-145-5  | Ehemaliges Hafneranwesen mit Heuboden |
| Haus Nr. 6 (Standort)               | Ehemaliges Hafneranwesen              | Wohnstallhaus, zweigeschossiger Flachsatteldachbau in teilweise verputztem Blockbau, mit Oberbodenschrot und zwei kleinen Traufschroten, Ende 18. Jahrhundert.                                                                                            | D-2-74-145-6  | Ehemaliges Hafneranwesen              |
| Von Bödldorf zur St 2045 (Standort) | Weilerkapelle                         | kleiner massiver Satteldachbau mit Dachreiter, mit einfacher Putzgliederung, 18. Jahrhundert; mit Ausstattung. | D-2-74-145-7  | Weilerkapelle                         |
| Haus Nr. 2 (Standort)               | Bauernhof „Zum Metzger“               | Wohnstallhaus, Wohnteil ursprünglich zweigeschossiger Blockbau, im Erdgeschoss teilweise durch Mauerwerk ersetzt, ca. 1840, Stall mit böhmischem Kappengewölbe, 1860/80.                                                                                  | D-2-74-145-65 | Bauernhof „Zum Metzger“               |

### Dietelskirchen
| Lage                         | Objekt                                    | Beschreibung | Akten-Nr.     | Bild                                      |
| ---------------------------- | ----------------------------------------- | --- | ------------- | ----------------------------------------- |
| Am Rain 3 (Standort)         | Pfarrhof mit Stadel, Backhaus und Brunnen | Wohngebäude, zweigeschossig mit Kniestock und Walmdach, Ecklisenen und Traufgesims, bezeichnet 1871 (A.D. MDCCCLXXI); Stallstadel, über Toranlage mit dem Pfarrhaus verbunden, und anschließende Remise, Backsteinbau mit Satteldach; Backhaus, Backsteinbau mit Satteldach; Brunnen; wohl gleichzeitig. | D-2-74-145-64 | Pfarrhof mit Stadel, Backhaus und Brunnen |
| Gerzener Straße 1 (Standort) | Katholische Pfarrkirche Mariä Empfängnis  | Saalraum mit querhausartiger Ausweitung, nördlich Chorflankenturm mit Kuppelhaube, Gliederung durch Pfeiler, Lisenen und Wandvorsprünge, Bau und Dekor in Formen des Jugendstils, von Joseph Elsner jun., 1912/13; mit Ausstattung.                                                                      | D-2-74-145-8  | weitere Bilder                            |

### Dietrichstetten
| Lage                  | Objekt  | Beschreibung                                                                      | Akten-Nr.     | Bild    |
| --------------------- | ------- | --------------------------------------------------------------------------------- | ------------- | ------- |
| Haus Nr. 1 (Standort) | Kapelle | kleiner massiver Satteldachbau, klassizistisch, bezeichnet 1847; mit Ausstattung. | D-2-74-145-10 | Kapelle |

### Eggenöd
| Lage                  | Objekt                        | Beschreibung                                                                        | Akten-Nr.     | Bild |
| --------------------- | ----------------------------- | ----------------------------------------------------------------------------------- | ------------- | ---- |
| Haus Nr. 3 (Standort) | Wohnstallhaus eines Hakenhofs | Flachsatteldachbau mit Blockbau-Obergeschoss, mit Traufschrot, 18./19. Jahrhundert. | D-2-74-145-12 | BW   |

### Flexöd
| Lage                  | Objekt        | Beschreibung | Akten-Nr.     | Bild          |
| --------------------- | ------------- | --- | ------------- | ------------- |
| Haus Nr. 2 (Standort) | Wohnstallhaus | zweigeschossiger Flachsatteldachbau mit Blockbau-Obergeschoss, zwei Giebelschroten und Traufseitschrot, bezeichnet 1775, Erdgeschoss erneuert. | D-2-74-145-14 | Wohnstallhaus |

### Froschöd
| Lage                  | Objekt                                        | Beschreibung | Akten-Nr.     | Bild |
| --------------------- | --------------------------------------------- | --- | ------------- | ---- |
| Haus Nr. 1 (Standort) | Wohnstallhaus eines Dreiseithofs mit Schmiede | Mitterstubentyp, zweigeschossiges Gebäude mit Flachsatteldach, mit Blockbau-Obergeschoss und Schrot, bezeichnet 1823; zugehörige ehemaligen Hofschmiede mit Backofen, Ziegelmauerwerk und Blockbau mit Steilsatteldach, 18./19. Jahrhundert. | D-2-74-145-15 | BW   |

### Geiselsdorf
| Lage                        | Objekt                         | Beschreibung | Akten-Nr.     | Bild                           |
| --------------------------- | ------------------------------ | --- | ------------- | ------------------------------ |
| Neben Haus Nr. 4 (Standort) | Katholische Kirche St. Stephan | Saalkirche mit Westturm, spätgotischer Bau aus dem 15. Jahrhundert, Turm mit Geschossgliederung und Spitzhelm, 1879 neugotisch verändert; mit Ausstattung. | D-2-74-145-16 | Katholische Kirche St. Stephan |
| Haus Nr. 2 (Standort)       | Pfeilerstadel                  | unverputzter Backsteinbau mit Satteldach und Ziergittern, bezeichnet 1892.                                                                                 | D-2-74-145-17 | BW                             |

### Goben
| Lage                  | Objekt         | Beschreibung                                                                                                 | Akten-Nr.     | Bild           |
| --------------------- | -------------- | --- | ------------- | -------------- |
| Haus Nr. 4 (Standort) | Mitterstallbau | zweigeschossiger Flachsatteldachbau mit Blockbau-Obergeschoss und Traufschrot, erste Hälfte 19. Jahrhundert. | D-2-74-145-18 | Mitterstallbau |

### Grammelsbrunn
| Lage                  | Objekt                                                         | Beschreibung | Akten-Nr.     | Bild                                 |
| --------------------- | -------------------------------------------------------------- | --- | ------------- | ------------------------------------ |
| Haus Nr. 5 (Standort) | Ehemaliges Hafneranwesen mit Getreidekasten, Backhaus, Brunnen | Mitterstallbau, zweigeschossiges Gebäude mit Flachsatteldach, Blockbau-Obergeschoss und Trauf- und Giebelschrot, Ende 18./Anfang 19. Jahrhundert; Blockbau-Traidkasten über massivem Sockelgeschoss, wohl gleichzeitig; Backhaus, Blockbau über Ziegelsockel, mit Satteldach, 19. Jahrhundert; zwei Brunnen, massiv ausgebaut, wohl 19. Jahrhundert. | D-2-74-145-19 | BW                                   |
| Haus Nr. 3 (Standort) | Wohnstallhaus mit Stadel und Kapelle                           | mit Remise und Heuboden, Obergeschoss Blockbau, verbrettert, Stallungen böhmische Gewölbe über Granitsäulen, Ende 18./Anfang 19. Jahrhundert; Hofkapelle St. Maria, neugotischer Backsteinbau mit Satteldach und Dachreiter, 1873; mit Ausstattung.                                                                                                  | D-2-74-145-62 | Wohnstallhaus mit Stadel und Kapelle |

### Großbettenrain
| Lage                         | Objekt                                | Beschreibung                                                                                                   | Akten-Nr.     | Bild                                  |
| ---------------------------- | ------------------------------------- | --- | ------------- | ------------------------------------- |
| Haus Nr. 2 (Standort)        | Blockbau-Traidkasten mit Taubenschlag | mit Flachsatteldach und Taubenschlägen, Ende 18. Jahrhundert.                                                  | D-2-74-145-21 | Blockbau-Traidkasten mit Taubenschlag |
| Neben Haus Nr. 3a (Standort) | Kapelle                               | neugotischer Backsteinbau mit Satteldach, mit Putzgliederung, zweiten Hälfte 19. Jahrhundert; mit Ausstattung. | D-2-74-145-22 | Kapelle                               |

### Hartlsöd (Stadt Vilsbiburg)
| Lage                       | Objekt    | Beschreibung                                                           | Akten-Nr.     | Bild      |
| -------------------------- | --------- | ---------------------------------------------------------------------- | ------------- | --------- |
| Nähe Krüglmühle (Standort) | Bildstock | gemauert, 18. Jahrhundert; an der Straße zwischen Neißl und Hölzlgrub. | D-2-74-184-79 | Bildstock |

### Hergassen
| Lage                  | Objekt                                        | Beschreibung | Akten-Nr.     | Bild |
| --------------------- | --------------------------------------------- | --- | ------------- | ---- |
| Haus Nr. 1 (Standort) | Wohnstallhaus eines Dreiseithofs und Heuboden | zweigeschossiger Flachsatteldachbau mit Blockbau-Obergeschoss, Ende 18./Anfang 19. Jahrhundert; Heuboden, Ständerbohlenbau, wohl gleichzeitig, massives Erdgeschoss erneuert. | D-2-74-145-23 | BW   |

### Hub
| Lage                   | Objekt        | Beschreibung | Akten-Nr.     | Bild          |
| ---------------------- | ------------- | --- | ------------- | ------------- |
| Haus Nr. 11 (Standort) | Bauernhaus    | Mitterstallbau, zweigeschossiges Gebäude mit Flachsatteldach, Blockbau-Obergeschoss und Hochlaube, Anfang 19. Jahrhundert. | D-2-74-145-24 | Bauernhaus    |
| Haus Nr. 3 (Standort)  | Wohnstallhaus | zweigeschossiger Flachsatteldachbau mit Blockbau-Obergeschoss, Trauf- und Giebelschrot, 18. Jahrhundert.                   | D-2-74-145-26 | Wohnstallhaus |

### Hundspoint
| Lage                          | Objekt                           | Beschreibung | Akten-Nr.     | Bild |
| ----------------------------- | -------------------------------- | --- | ------------- | ---- |
| Haus Nr. 4 (Standort)         | Wohnstallhaus eines Hakenhofs    | zweigeschossiger Flachsatteldachbau in Blockbauweise, mit Traufschrot, erbaut 1863. | D-2-74-145-28 | BW   |
| Haus Nr. 8 (Standort)         | Wohnstallhaus eines Vierseithofs | zweigeschossiges Gebäude mit Flachsatteldach, Blockbau-Obergeschoss, bezeichnet 1817. | D-2-74-145-29 | BW   |
| Haus Nr. 12 (Standort)        | Wohnstallhaus                    | zweigeschossiger Satteldachbau, Blockbau mit gequaderter Holztafelverkleidung, 1826, Umbau 1924–26. | D-2-74-145-30 | BW   |
| Hinter Haus Nr. 10 (Standort) | Hofkapelle                       | freistehender Backsteinbau mit Satteldach und Dachreiter, um 1850/70; mit Ausstattung. | D-2-74-145-31 | BW   |
| Haus Nr. 10 (Standort)        | Dreiseithofanlage                | Wohnteil L-förmig, zweigeschossig mit Satteldach und Traufschrot an Stangen, einzelne neugotische Ausstattungsstücke, Mitte 19. Jahrhundert, 1990/91 renoviert; L-förmige Stall- und Remisengebäude, eingeschossig mit Satteldach, böhmische Kappengewölbe, um 1800; Scheune, Satteldachbau, zweite Hälfte 19. Jahrhundert; Hoftor, Ziegelmauerwerk, wohl Ende 19. Jahrhundert. | D-2-74-145-63 | BW   |

### Jesendorf
| Lage                       | Objekt                           | Beschreibung | Akten-Nr.     | Bild                             |
| -------------------------- | -------------------------------- | --- | ------------- | -------------------------------- |
| An der Kirche 3 (Standort) | Katholische Kirche St. Ursula    | Saalkirche mit Westturm, spätgotischer Bau des 15. Jahrhunderts, barocker Ausbau 1726, untergliederter Turm mit Spitzhelm; mit Ausstattung.             | D-2-74-145-32 | Katholische Kirche St. Ursula    |
| Dorfstraße 37 (Standort)   | Wohnstallhaus eines Dreiseithofs | zweigeschossiger Flachsatteldachbau mit Blockbau-Obergeschoss, mit Trauf- und zwei Giebelschroten, Ende 18./Anfang 19. Jahrhundert, Malereien von 1864. | D-2-74-145-33 | Wohnstallhaus eines Dreiseithofs |

### Kirchberg
| Lage                                    | Objekt                                               | Beschreibung | Akten-Nr.     | Bild           |
| --------------------------------------- | ---------------------------------------------------- | --- | ------------- | -------------- |
| Pfarrer-Spirkner-Straße 5 (Standort)    | Katholische Pfarrkirche St. Florian und St. Wolfgang | Saalbau mit eingezogenem Chor und angebauten Seitenschiffen, Anlage der zweiten Hälfte des 15. Jahrhunderts, mit freistehendem Sattelturm, spätromanisch, wohl noch 12. Jahrhundert, südliches Seitenschiff später hinzugefügt, Gliederung am Chor durch Strebepfeiler und Dachfries; mit Ausstattung. | D-2-74-145-35 | weitere Bilder |
| Nähe Pfarrer-Spirkner-Straße (Standort) | Kriegerdenkmal                                       | für die Gefallenen der Weltkriege 1914–18 und 1939–45, säulengestützter Torbau mit Steinrelief in massiv ausgebauter Nische mit Gedenktafeln, nach 1945. | D-2-74-145-67 | Kriegerdenkmal |

### Kleinbettenrain
| Lage                  | Objekt                     | Beschreibung | Akten-Nr.     | Bild           |
| --------------------- | -------------------------- | --- | ------------- | -------------- |
| Haus Nr. 3 (Standort) | Wohnstallhaus und Schuppen | Flachsatteldachbau, Blockbau, Erdgeschoss teilweise Ziegelmauerwerk, mit Trauf- und Giebelschrot, 18. Jahrhundert. Das Haus wir momentan abgebaut und wird später im Freilichtmuseum Massing wieder aufgebaut. Schuppen, Blockbau mit Satteldach, gleichzeitig. | D-2-74-145-34 | weitere Bilder |

### Leisteneck
| Lage                                                              | Objekt                    | Beschreibung                                                                                  | Akten-Nr.     | Bild |
| ----------------------------------------------------------------- | ------------------------- | --------------------------------------------------------------------------------------------- | ------------- | ---- |
| Nähe Otzlberg, am Waldrand Richtung Oberschnittenkofen (Standort) | Kapelle mit Lourdesgrotte | kleiner Backsteinbau mit Satteldach und Pfeilergliederung, neugotisch, 1906; mit Ausstattung. | D-2-74-145-36 | BW   |

### Lichteneck
| Lage                  | Objekt                        | Beschreibung                                                                | Akten-Nr.     | Bild |
| --------------------- | ----------------------------- | --------------------------------------------------------------------------- | ------------- | ---- |
| Haus Nr. 1 (Standort) | Wohnstallhaus eines Hakenhofs | zweigeschossiges Gebäude mit Flachsatteldach, in Blockbau, 19. Jahrhundert. | D-2-74-145-37 | BW   |

### Oberschnittenkofen
| Lage                   | Objekt                        | Beschreibung | Akten-Nr.     | Bild                          |
| ---------------------- | ----------------------------- | --- | ------------- | ----------------------------- |
| Haus Nr. 10 (Standort) | Katholische Kirche St. Rupert | Saalkirche, spätgotischer Bau des 15. Jahrhunderts, barock ausgebaut, westlich Dachreiter mit Zwiebelkuppel, mit Putzgliederung; mit Ausstattung. | D-2-74-145-38 | weitere Bilder                |
| Haus Nr. 4 (Standort)  | Stadel eines Vierseithofs     | Blockbau mit Satteldach, erste Hälfte 19. Jahrhundert, später erhöht.                                                                             | D-2-74-145-39 | Stadel eines Vierseithofs     |
| Haus Nr. 8 (Standort)  | Wohnstallhaus eines Hakenhofs | zweigeschossiger Flachsatteldachbau mit Blockbau-Obergeschoss, Giebellaube und Traufschrot, 18. Jahrhundert.                                      | D-2-74-145-40 | Wohnstallhaus eines Hakenhofs |

### Oed
| Lage                  | Objekt                        | Beschreibung                                                                                                 | Akten-Nr.     | Bild |
| --------------------- | ----------------------------- | --- | ------------- | ---- |
| Haus Nr. 2 (Standort) | Wohnstallhaus eines Hakenhofs | zweigeschossiger Flachsatteldachbau mit Blockbau-Obergeschoss, Giebellaube und Traufschrot, 19. Jahrhundert. | D-2-74-145-42 | BW   |

### Otzlberg
| Lage                  | Objekt                        | Beschreibung | Akten-Nr.     | Bild |
| --------------------- | ----------------------------- | --- | ------------- | ---- |
| Haus Nr. 1 (Standort) | Wohnstallhaus eines Hakenhofs | zweigeschossiger Satteldachbau in Blockbauweise mit Kniestock und Giebelschrot, zum Teil verputzt, zweites Viertel 19. Jahrhundert. | D-2-74-145-43 | BW   |

### Postreit
| Lage                  | Objekt        | Beschreibung                                                                     | Akten-Nr.     | Bild |
| --------------------- | ------------- | -------------------------------------------------------------------------------- | ------------- | ---- |
| Haus Nr. 2 (Standort) | Wohnstallhaus | Flachsatteldachbau, teilverputzter Blockbau mit Hochlaube, Ende 17. Jahrhundert. | D-2-74-145-44 | BW   |

### Rabenanger
| Lage                  | Objekt                                                  | Beschreibung | Akten-Nr.     | Bild           |
| --------------------- | ------------------------------------------------------- | --- | ------------- | -------------- |
| Haus Nr. 1 (Standort) | Wohnstallhaus eines ehemaligen Dreiseithofs mit Kapelle | zweigeschossiger Flachsatteldachbau mit Blockbau-Obergeschoss und Giebelschrot, bezeichnet 1866; Hofkapelle, Backsteinbau mit Satteldach und Ziergiebel, neugotisch, 19./20. Jahrhundert. | D-2-74-145-45 | weitere Bilder |

### Schachten
| Lage                   | Objekt    | Beschreibung                                                       | Akten-Nr.     | Bild |
| ---------------------- | --------- | ------------------------------------------------------------------ | ------------- | ---- |
| am Waldrand (Standort) | Bildstock | gemauert, mit Satteldachabschluss und Bildnische, 19. Jahrhundert. | D-2-74-145-48 | BW   |

### Schaittenrain
| Lage                  | Objekt                                   | Beschreibung                                                                            | Akten-Nr.     | Bild |
| --------------------- | ---------------------------------------- | --------------------------------------------------------------------------------------- | ------------- | ---- |
| Haus Nr. 3 (Standort) | Ehemaliger Wohnstallhaus eines Hakenhofs | zweigeschossiger Flachsatteldachbau in Blockbauweise, mit Traufschrot, 18. Jahrhundert. | D-2-74-145-49 | BW   |

### Schlaureit
| Lage                  | Objekt                         | Beschreibung                                                                                        | Akten-Nr.     | Bild |
| --------------------- | ------------------------------ | --------------------------------------------------------------------------------------------------- | ------------- | ---- |
| Haus Nr. 1 (Standort) | Traidkasten eines Vierseithofs | Satteldachbau, Blockbau über gemauerter Remise mit Korbbogen-Arkaden, erste Hälfte 19. Jahrhundert. | D-2-74-145-50 | BW   |

### Schmelling
| Lage                  | Objekt                           | Beschreibung | Akten-Nr.     | Bild |
| --------------------- | -------------------------------- | --- | ------------- | ---- |
| Haus Nr. 5 (Standort) | Bauernhaus                       | zweigeschossiges Gebäude mit Flachsatteldach, Blockbau mit Traufschrot und Hochlaube, bezeichnet 1840.               | D-2-74-145-51 | BW   |
| Haus Nr. 7 (Standort) | Wohnstallhaus eines Dreiseithofs | zweigeschossiger Flachsatteldachbau, Blockbau mit Hochlaube, 19. Jahrhundert, Erdgeschoss teilweise Ziegelmauerwerk. | D-2-74-145-52 | BW   |
| Haus Nr. 8 (Standort) | Wohnstallhaus eines Dreiseithofs | Satteldachbau, Blockbau mit Trauf- und Giebelschrot, 18. Jahrhundert, Schrot bezeichnet 1861, Stallteil erneuert.    | D-2-74-145-53 | BW   |

### Stocka
| Lage                  | Objekt              | Beschreibung | Akten-Nr.     | Bild |
| --------------------- | ------------------- | --- | ------------- | ---- |
| Haus Nr. 2 (Standort) | Hakenhof mit Stadel | Wohnstallhaus, zweigeschossiges Gebäude mit Flachsatteldach in Blockbau, mit Traufschrot und Giebellaube, Ende 18./Anfang 19. Jahrhundert; Stadel, Blockbau mit Satteldach, wohl gleichzeitig, teilweise massiv erneuert. | D-2-74-145-54 | BW   |

### Unterklöham
| Lage                  | Objekt                        | Beschreibung                                                                     | Akten-Nr.     | Bild |
| --------------------- | ----------------------------- | -------------------------------------------------------------------------------- | ------------- | ---- |
| Haus Nr. 1 (Standort) | Wohnstallhaus eines Hakenhofs | zweigeschossiger Satteldachbau mit Blockbau-Obergeschoss, Mitte 19. Jahrhundert. | D-2-74-145-56 | BW   |

### Wieselsberg
| Lage                  | Objekt                                      | Beschreibung | Akten-Nr.     | Bild |
| --------------------- | ------------------------------------------- | --- | ------------- | ---- |
| Haus Nr. 2 (Standort) | Wohnstallhaus eines ehemaligen Dreiseithofs | zweigeschossiges Gebäude mit Flachsatteldach, Blockbau-Obergeschoss mit Trauf- und Giebelschrot, 19. Jahrhundert. | D-2-74-145-57 | BW   |

### Wimm
| Lage                  | Objekt                  | Beschreibung                                                                                       | Akten-Nr.     | Bild |
| --------------------- | ----------------------- | -------------------------------------------------------------------------------------------------- | ------------- | ---- |
| Haus Nr. 2 (Standort) | Mitterstallbau (Altbau) | Flachsatteldachbau mit Blockbau-Obergeschoss, drittes Viertel 19. Jahrhundert, teilweise erneuert. | D-2-74-145-58 | BW   |

### Wippstetten
| Lage                       | Objekt                                    | Beschreibung | Akten-Nr.     | Bild                                      |
| -------------------------- | ----------------------------------------- | --- | ------------- | ----------------------------------------- |
| Kirchenstraße 2 (Standort) | Traidkasten eines ehemaligen Vierseithofs | Blockbau mit Flachsatteldach über Ziegelgeschoss, bezeichnet 1732. | D-2-74-145-59 | BW                                        |
| Kirchenstraße 8 (Standort) | Katholische Wallfahrtskirche Mariä Geburt | Saalkirche mit vorgesetztem Westturm, ursprünglich spätgotische Anlage aus der zweiten Hälfte des 15. Jahrhunderts, barockisiert um 1760, Gliederung durch Dachfries und Strebepfeiler am Chor, Turm mit Geschossgliederung, Blendbögen und barockem Oberbau mit Zwiebelkuppel; mit Ausstattung. | D-2-74-145-60 | Katholische Wallfahrtskirche Mariä Geburt |

### Zeilbach
| Lage                  | Objekt                        | Beschreibung                                                                                                   | Akten-Nr.     | Bild |
| --------------------- | ----------------------------- | --- | ------------- | ---- |
| Haus Nr. 2 (Standort) | Wohnstallhaus eines Hakenhofs | zweigeschossiges Gebäude mit Flachsatteldach, mit übertünchtem Blockbau-Obergeschoss und Hochlaube, nach 1812. | D-2-74-145-61 | BW   |

## Ehemalige Baudenkmäler
In diesem Abschnitt sind Objekte aufgeführt, die früher einmal in der Denkmalliste eingetragen waren, jetzt aber nicht mehr. Objekte, die in anderem Zusammenhang also z. B. als Teil eines Baudenkmals weiter eingetragen sind, sollen hier nicht aufgeführt werden. Aktennummern in diesem Abschnitt sind ehemalige, jetzt nicht mehr gültige Aktennummern.

| Lage                                                   | Objekt                           | Beschreibung                                                                                     | Akten-Nr.     | Bild              |
| ------------------------------------------------------ | -------------------------------- | ------------------------------------------------------------------------------------------------ | ------------- | ----------------- |
| Edengoben Edengoben 1 (Standort)                       | Wohnstallhaus eines Vierseithofs | zweigeschossiger Flachsatteldachbau mit Blockbau-Obergeschoss und Giebelschrot, 19. Jahrhundert. | D-2-74-145-11 | BW                |
| Grammelsbrunn zwischen Haus Nr. 2 und Nr. 3 (Standort) | Kapelle St. Maria                | neugotisch, 1873; mit Ausstattung.                                                               | D-2-74-145-20 | Kapelle St. Maria |
| Hundham Haus Nr. 1 (Standort)                          | Kapelle                          | Ständerbau mit Lourdesgrotte, zweiten Hälfte 19. Jahrhundert; mit Ausstattung.                   | D-2-74-145-27 | BW                |
| Oed Haus Nr. 1 (Standort)                              | Wohnstallhaus eines Hakenhofs    | mit Blockbau-Obergeschoss und Traufschrot, bezeichnet 1787.                                      | D-2-74-145-41 | BW                |
| Rabenanger Neben Haus Nr. 1 (Standort)                 | Kapelle                          | neugotisch, 19./20. Jahrhundert.                                                                 | D-2-74-145-46 | weitere Bilder    |
| Roß Haus Nr. 4 (Standort)                              | Wohnstallhaus                    | mit Obergeschoss in Ständerbohlenbau, 17. Jahrhundert.                                           | D-2-74-145-47 | BW                |
| Unterbettenbach Haus Nr. 2 (Standort)                  | Vierseithof                      | Tormauer und Einfahrt eines Vierseithofs, 19. Jahrhundert.                                       | D-2-74-145-55 | BW                |